# Ruppert (Familienname)
Ruppert ist ein deutscher Familienname.

## Namensträger
- Andrea Ruppert (* 1961), deutsche Rechtswissenschaftlerin und Hochschullehrerin
- Anton Ruppert (1936–2020), deutscher Komponist, Korrepetitor und Dirigent
- Arlissa Ruppert (* 1992), deutschamerikanische Singer-Songwriterin, siehe Arlissa
- Astrid Ruppert (* 1964), deutsche Filmproduzentin und Schriftstellerin
- Cornelia Ruppert (* 1963), deutsche Juristin und Präsidentin des Rechnungshofes Baden-Württemberg
- Debora Ruppert, Berliner Künstlerin
- Edmund Ruppert (* 1931), deutscher Kernphysiker
- Fidelis Ruppert (* 1938), deutscher Benediktinermönch und Schriftsteller
- Franz Ruppert (* 1957), deutscher Psychotherapeut und Professor für Psychologie
- Frederik Ruppert (* 1997), deutscher Leichtathlet
- Friedrich Wilhelm Ruppert (1905–1946), SS-Obersturmbannführer und Erster Schutzhaftlagerführer im KZ Dachau
- Fritz Ruppert (1887–1945), deutscher Jurist und Ministerialbeamter
- Godehard Ruppert (* 1953), deutscher Religionspädagoge, Rektor der Otto-Friedrich-Universität Bamberg
- Günter Ruppert (* 1945), deutscher Eisenbahnmanager
- Hans Ruppert (Germanist) (1885–1964), deutscher Germanist und Bibliothekar
- Hans-Jürgen Ruppert (* 1945), deutscher Theologe
- Helmut Ruppert (* 1941), deutscher Didaktiker und Hochschullehrer
- Helmut S. Ruppert (1944–2018), deutscher Journalist und Publizist
- Irina Ruppert (* 1968), kasachisch-deutsche Fotografin und Dozentin
- István Ruppert (* 1954), ungarischer Konzertorganist
- Jacob Ruppert (1867–1939), US-amerikanischer Unternehmer, Politiker und Baseballfunktionär
- Jakob Ruppert (1896–1958), deutscher Politiker (Zentrum, CDU)
- Joachim Ruppert (1962–2021), deutscher Politiker (SPD)
- Johann Peter Ruppert (1901–1971), deutscher Psychologe
- Karl Ruppert (Archäologe) (1895–1960), US-amerikanischer Archäologe
- Karl Ruppert (Archivar) (1886–1953), deutscher Archivar, Direktor des Heeresarchivs Potsdam und Chef der Heeresarchive
- Karl Ruppert (Geograph) (1926–2017), deutscher Geograph
- Karsten Ruppert (* 1946), deutscher Historiker
- Kaspar von Ruppert (1827–1895), deutscher Politiker
- Lena Ruppert (1998–2024), deutsche Tennisspielerin
- Lothar Ruppert (1933–2011), deutscher Theologe
- Marinus Ruppert (1911–1992), niederländischer Politiker
- Martin Ruppert (1915–1997), deutscher Journalist
- Michael Ruppert (Politiker) (* 1946), deutscher Politiker (FDP)
- Michael C. Ruppert (1951–2014), US-amerikanischer Autor und Journalist
- Miriam Ruppert (* 1975), deutsches Fotomodell und Schönheitskönigin, siehe Miriam Hoff
- Otto von Ruppert (1841–1923), deutscher Maler
- Peter C. Ruppert (1935–2019), deutscher Kunstsammler; siehe Sammlung Peter C. Ruppert
- Philipp Ruppert (1842–1900), deutscher Gymnasiallehrer, Archivar, Historiker und Kunstsammler
- Rüdiger Ruppert (* 1970), deutscher Schlagwerker und Komponist
- Stefan Ruppert (* 1971), deutscher Politiker (FDP), ehemaliges Mitglied des Bundestages
- Stefan Müller-Ruppert (* 1955), deutscher Schauspieler und Synchronsprecher
- Trude Ruppert (1912–1975), deutsche Schwimmerin, siehe Trude Wollschläger
- Uta Ruppert (* 1961), deutsche Politikwissenschaftlerin und Hochschullehrerin
- Wilhelm Ruppert (1888–1965), deutscher Unternehmer
- Wolfgang Ruppert (* 1946), deutscher Kulturhistoriker